# Concordia Selander
Concordia Cornelia Johanna Selander, född Hård 2 juni 1861 i Arboga, död 31 mars 1935 i Täby, var en svensk skådespelare.

## Biografi
Selander, vars far var instrumentmakare, studerade vid Kungliga Teaterns balettskola 1874–1880 och var elev vid Kungliga Teatern 1878–1883. Hon var engagerad vid Stora Teatern i Göteborg 1883–1885, vid olika teatersällskap 1885–1888 och vid Nya Teatern i Stockholm 1888–1889. 
Hon gifte sig 1887 med skådespelaren och teaterdirektören Hjalmar Selander, och spelade från 1889 främst i hans teatersällskap men gjorde också ett antal filmroller.
Bland hennes mer kända roller märks Josefina i Öfvermakt, Fru Reinecke i Ära, Fru Hergentheim i Fjärilsstriden, Fru Sprättengren i En fiffig spekulation, Fru Mörk i Sparlakanslexor, Ane i Geografi och kärlek och Bella Morin i Ett litet troll.
Selander är begravd på Norra begravningsplatsen i Stockholm.

## Teater

### Roller (ej komplett)
| År   | Roll             | Produktion                                                | Regi               | Teater                     |
| ---- | ---------------- | --------------------------------------------------------- | ------------------ | -------------------------- |
| 1888 | Oline            | Kärlek Edvard Brandes                                     |                    | Vasateatern                |
| 1889 |                  | Byråkraten Gustav von Moser                               |                    | Svenska teatern, Stockholm |
| 1889 |                  | Eva Richard Voss                                          |                    | Svenska teatern, Stockholm |
| 1889 | Kasper           | Kejsarens nya kläder Charles Kjerulf                      |                    | Svenska teatern, Stockholm |
| 1927 | Fröken Emerentia | Håkansbergsleken Einar Holmberg                           | Harry Roeck-Hansen | Blancheteatern             |
| 1927 | Mrs Farren       | Livets gång Clemence Dane                                 | Harry Roeck-Hansen | Blancheteatern             |
| 1928 | Biskopinnan      | Domprosten Bomander Mikael Lybeck                         | Harry Roeck-Hansen | Blancheteatern             |
| 1929 | Mrs Gorlik       | Såna barn Maxwell Anderson                                | Erik Berglund      | Blancheteatern             |
| 1929 | "Moster"         | Maya Simon Gantillon                                      | Harry Roeck-Hansen | Blancheteatern             |
| 1929 | Hester Fairfield | Skiljas Clemence Dane                                     | Harry Roeck-Hansen | Blancheteatern             |
| 1929 | Mrs Nannie Cass  | Cocktails Leslie Howard                                   | Harry Roeck-Hansen | Blancheteatern             |
| 1930 | Mor Pagnol       | Ett dubbelliv Henri-René Lenormand                        | Harry Roeck-Hansen | Blancheteatern             |
| 1930 | Mrs Tabret       | Den heliga lågan W. Somerset Maugham                      | Harry Roeck-Hansen | Blancheteatern             |
| 1931 | Moster Augusta   | Moderskärlek August Strindberg                            | Harry Roeck-Hansen | Blancheteatern             |
| 1931 | Caroline         | Lidelser August Villeroy                                  | Sture Baude        | Blancheteatern             |
| 1931 | Fru Marie Darre  | Vägen framåt Helge Krog                                   | Harry Roeck-Hansen | Blancheteatern             |
| 1931 | En städerska     | Till polisens förfogande Max Alsberg och Otto Ernst Hesse | Harry Roeck-Hansen | Blancheteatern             |

## Bilder

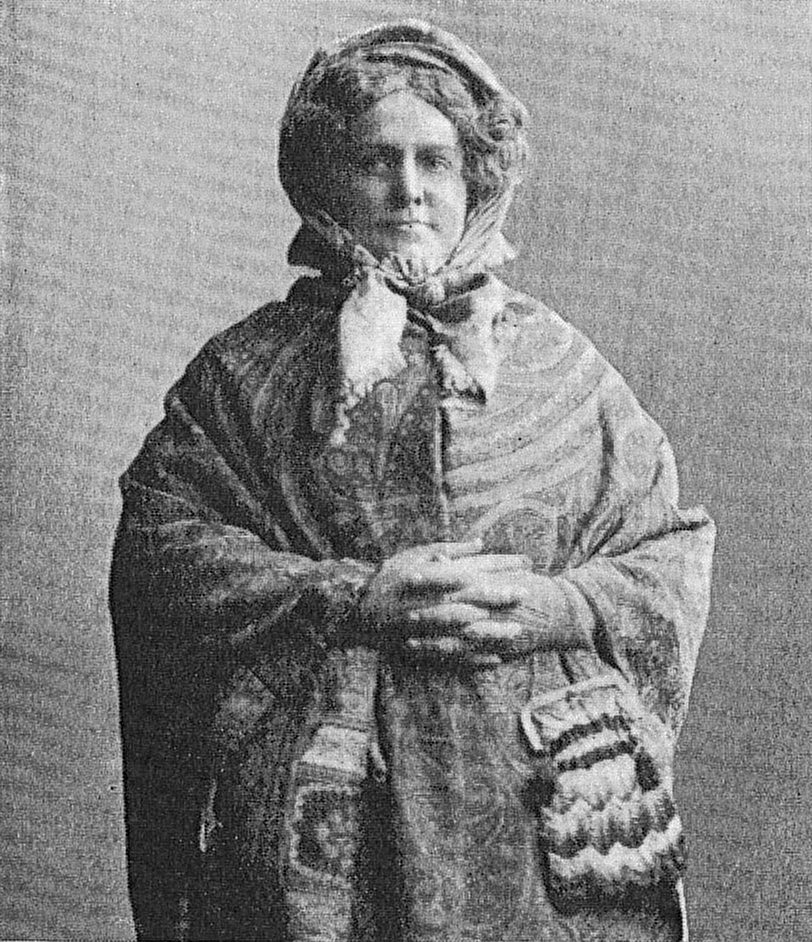
Concordia Selander i pjäsen Gamla goda tiden.

## Filmografi
- 1917 – Tösen från Stormyrtorpet
- 1917 – Förstadsprästen
- 1919 – Herr Arnes pengar
- 1920 – Mästerman
- 1921 – Körkarlen
- 1921 – Vallfarten till Kevlaar
- 1923 – Gunnar Hedes saga
- 1925 – Karl XII del II
- 1931 – Brokiga blad
- 1932 – Landskamp